# 이와야 다케시
이와야 다케시(岩屋毅)는 일본의 정치인이다. 자유민주당 소속 중의원 의원으로, 지역구는 오이타현 제3구이다. 현재 외무대신을 맡고 있다.

## 가족
부친은 오이타현 의회의원 이와야 아키라(岩屋啓)이다. 아버지와 동일하게 오이타현에서 중의원 의원을 지냈다.

## 경력
제4차 아베 신조 제1차 개조내각 당시에는 제19대 방위대신이었다. 재임 당시 2018년 한일 해상 군사 분쟁이 발생하여 이에 대한 정경두 국방장관과 비공식 회담을 가졌다.
2024년, 이시바 시게루 총리의 내각에서 외무상으로 임명되었다.

## 같이 보기
- 2018년 한일 해상 군사 분쟁